# Identifikace (psychoanalýza)
Identifikace je nejzralejší z internalizačních procesů (inkorporace, introjekce, identifikace). Zpravidla oceňovaná část objektu se stává součástí identity, je plně asimilována do bytostného já (Self) jedince. Spolu s dalšími internalizačními a externalizačními procesy se jedná o zásadní pochod při formování nevědomé, předvědomé nebo vědomé části Self, mj. při vytvoření hranice Self a non Self a rozvoji testování reality: tedy (podle Ericsona) při formování identity jedince.